# Masoreter
Masoreter (hebræisk masorah: overlevering) var jødiske lærde fra 7. til 10.århundrede, som beskæftigede sig med overleveringen af bibelteksten især ved afskrivning, hvor de indarbejdede et vokalsystem til det hebræiske alfabets konsonanter; det bidrog til sikkerhed ved læsning af teksterne. 
Masoreterne var lokaliseret tre steder: Tiberias, Israel og Babylon. Hver gruppe udarbejdede et system for grammatik og udtale for at standardisere det, som var overleveret mundtligt fra generation til generation. Det mest kendte system var udarbejdet af masoreterne i Tiberias ved Galilæa-søen.
Til det sjette århundrede e.Kr. var de hellige hebraiske skrifter nedskrevet som konsonanttekst; vokalerne blev overleveret mundtligt. Men på den tid var der mange jøder, som ikke længere var fortrolige med hebraisk, og forståelsen af konsonantteksten var i fare for at forsvinde. For at beskytte teksten udvikledes et skriftligt vokalsystem. 

Masoreterne var meget omhyggelige med at bevare den oprindelige tekst, så de udviklede vokalsystemet som prikker og streger, som blev tilføjet over, under og midt i bogstaverne i konsonantteksten (niqqud ). De udviklede også et kompliceret system, der tjente som tegnsætning og korrekt udtale.
Hvis masoreterne opdagede fejl eller unøjagtigheder i teksten lavet af tidligere afskrivere, ændrede de ikke teksten, men skrev en anmærkning i margen. De lavede statistik over ord og udtryk og udviklede et indviklet kodesystem, som skulle hjælpe afskriverne med at lave en så nøjagtig afskrift som mulig. Fx optalte de alle ord og bogstaver, når de lavede en afskrift, og de kontrollerede, at det midterste ord og det midterste bogstav på siden var som i originalen; de afmærkede til og med det midterste ord og det midterste bogstav i hele pentateuken for at lave en så nøjagtig afskrift som mulig. Hvis de fandt en fejl, skar de hele afsnittet ud eller kasserede hele siden og begyndte forfra.
Det mest kendte system blev perfektioneret af masoret-familierne Ben Asher og Ben Naftali i Tiberias i det niende og tiende århundrede e.Kr. Vi har håndskrifter fra Ben Asher, men ingen fra Ben Naftali. Aleppo-kodeksen er udarbejdet af Ben Asher-familien.

Hebraisk tekst uden og med masoretisk punktsætning (1. Mos. 1:1):

Noter
1. ↑  Gyldendals Religionsleksikon 1998, side 348
2. ↑   Se den norske: Niqqud